# Africa Movie Academy Award de la meilleure actrice dans un second rôle
L'Africa Movie Academy Award de la meilleure actrice dans un second rôle est un mérite annuel décerné par l'Africa Film Academy pour reconnaître et récompenser les actrices de second rôle dans un film.

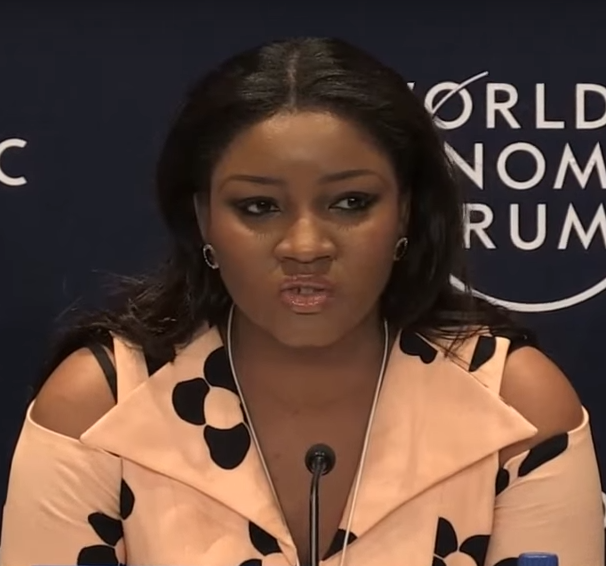
Lauréate 2005 de la meilleure actrice dans un second rôle Omotola Jalade Ekeinde

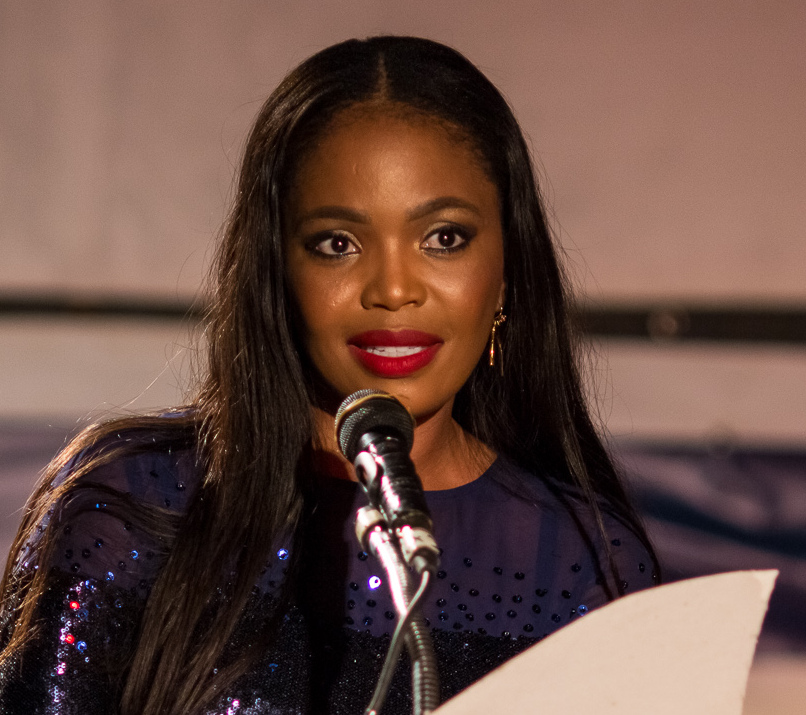
Lauréate 2012 de la meilleure actrice dans un second rôle Terry Pheto

| Meilleure actrice (second rôle) | Meilleure actrice (second rôle) | Meilleure actrice (second rôle)   | Meilleure actrice (second rôle) |
| Année                           | Nommées                         | Film                              | Resultat                        |
| ------------------------------- | ------------------------------- | --------------------------------- | ------------------------------- |
| 2005                            | Omotola Jalade Ekeinde          |                                   | Lauréate                        |
| 2006                            | Onyeka Onwenu                   | Widow’s Cot                       | Lauréate                        |
| 2006                            | Oge Okoye                       | Eagle’s Bride                     | Nomination                      |
| 2006                            | Georgina Onuoha                 | Secret Adventure                  | Nomination                      |
| 2006                            | Adji Dialo                      | Sofia                             | Nomination                      |
| 2006                            | Bella Gassama                   | Arrou (Prevention)                | Nomination                      |
| 2007                            | Jackie Aygemang                 | Beyonce: The President's Daughter | Lauréate                        |
| 2007                            | Noelie Funmi Agbendegba         | Abeni                             | Nomination                      |
| 2007                            | Ireti Doyle                     | Sitanda                           | Nomination                      |
| 2008                            | Joke Silva                      | White Waters & 30 Days            | Lauréat                         |
| 2008                            | Ireti Doyle                     | Across the Niger                  | Nomination                      |
| 2008                            | Yhama Brew                      | Princess Tyra                     | Nomination                      |
| 2008                            | Patience Ozokwor                | New Jerusalem                     | Nomination                      |
| 2008                            | Bimbo Akintola                  | Cash Money                        | Nomination                      |
| 2008                            | Uche Jombo                      | Keep My Will                      | Nomination                      |
| 2009                            | Mercy Johnson                   | Live to Remember                  | Lauréate                        |
| 2009                            | Aggie Kebirungi                 | Battle of the Soul                | Nomination                      |
| 2009                            | Mosun Filani                    | Jenifa                            | Nomination                      |
| 2009                            | Daphney Hlomuka                 | Gugu and Andile                   | Nomination                      |
| 2009                            | Chika Ike                       | The Assassin                      | Nomination                      |
| 2010                            | Tapiwa Gwaza                    | Seasons of a life                 | Lauréate                        |
| 2010                            | Doris Sakitey                   | A Sting in a Tale                 | Nomination                      |
| 2010                            | Funlola Aofiyebi-Raimi          | The Figurine                      | Nomination                      |
| 2010                            | Yvonne Nelson                   | Heart of Men                      | Nomination                      |
| 2011                            | Marlène Longange                | Viva Riva!                        | Lauréate                        |
| 2011                            | Mary Twala                      | Hopeville                         | Nomination                      |
| 2011                            | Joyce Ntalabe                   | The Rivaling Shadow               | Nomination                      |
| 2011                            | Tina Mba                        | Tango With Me                     | Nomination                      |
| 2011                            | Yvonne Okoro                    | Pool Party                        | Nomination                      |
| 2012                            | Terry Pheto                     | How to Steal 2 Million            | Lauréate                        |
| 2012                            | Ebbe Bassey                     | Ties That Bind                    | Nomination                      |
| 2012                            | Empress Njamah                  | Bank Job                          | Nomination                      |
| 2012                            | Ngozi Ezeonu                    | Adesuwa                           | Nomination                      |
| 2012                            | Thelma Okoduwa                  | Mr. and Mrs.                      | Nomination                      |
| 2012                            | Omotola Jalade Ekeinde          | Ties That Bind                    | Nomination                      |
| 2013                            | Hermelinda Cimela               | Virgin Magarida                   | Lauréate                        |
| 2013                            | Patience Ozokwor                | Turning Point                     | Nomination                      |
| 2013                            | Linda Ejiofor                   | Meeting                           | Nomination                      |
| 2013                            | Crista Eka                      | Ninah’s Dowry                     | Nomination                      |
| 2013                            | Foluke Daramola                 | Cobweb                            | Nomination                      |
| 2014                            | Patience Ozokwor                | After the Proposal                | Lauréate                        |
| 2014                            | Vinaya Sungkur                  | The Children of Troumaron         | Nomination                      |
| 2014                            | Marie Humbert                   | Potomanto                         | Nomination                      |
| 2014                            | Barbara Soky                    | Brother's Keeper                  | Nomination                      |
| 2014                            | Lee-Ann van Rooi                | Of Good Report                    | Nomination                      |
| 2015                            | Hilda Dokubo                    | Stigma                            | Lauréate                        |
| 2015                            | Ama Ampofo                      | Devil in the Detail               | Nomination                      |
| 2015                            | Toulou Kiki                     | Timbuktu                          | Nomination                      |
| 2015                            | Reina Salicoulibaly             | Run                               | Nomination                      |
| 2015                            | Prossy Rukundo                  | Boda Boda Thieves                 | Nomination                      |
| 2016                            | Thishiwe Ziqubu                 | Tell Me Sweet Something           | Lauréate                        |
| 2016                            | Maureen Okpoko                  | Missing God                       | Nomination                      |
| 2016                            | Ijeoma Grace Agu                | Jimi Bendel/Taxi Driver           | Nomination                      |
| 2016                            | Bontle Modiselle                | Hear Me Move                      | Nomination                      |
| 2016                            | Nthati Moshesh                  | Ayanda                            | Nomination                      |
| 2016                            | Linda Ejiofor                   | Out of Luck                       | Nomination                      |
| 2017                            | Angelique Kidjo                 | The CEO                           | Lauréate                        |
| 2017                            | Inna Modja                      | Wulu                              | Nomination                      |
| 2017                            | Theresa Edem                    | Ayamma                            | Nomination                      |
| 2017                            | Taiwo Ajai-Lycett               | Oloibiri                          | Nomination                      |
| 2017                            | Nomonde Mbusi                   | Vaya                              | Nomination                      |
| 2017                            | Somkele Iyamah                  | 93 Days                           | Nomination                      |
| 2018                            | Joke Silva                      | Potato Potahto                    | Lauréate                        |
| 2018                            | Sika Osei                       | In Line                           | Nomination                      |
| 2018                            | Sivenathi Mabuya                | Lucky Specials                    | Nomination                      |
| 2018                            | Rahama Sadau                    | Hakkunde                          | Nomination                      |
| 2018                            | Toyin Abraham                   | Esohe                             | Nomination                      |
| 2018                            | Somkele Iyamah                  | 93 Days                           | Nomination                      |
| 2019                            | Adesua Etomi                    | King of Boys                      | Lauréate                        |
| 2019                            | Joke Silva                      | Light in the Dark                 | Nomination                      |
| 2019                            | Eniola Shobayo                  | Knockout Blessing                 | Nomination                      |
| 2019                            | Linda Ejiofor                   | Knockout Blessing                 | Nomination                      |
| 2019                            | Kandyse McClure                 | Sew the Winter to My Skin         | Nomination                      |
| 2019                            | Arlete Bombe                    | Redemption                        | Nomination                      |
| 2020                            | Maryam Booth                    | The Milkmaid                      | Lauréate                        |
| 2020                            | Charmaine Mujeri                | Mirage                            | Nomination                      |
| 2020                            | Linda Ejiofor                   | 4th Republic                      | Nomination                      |
| 2020                            | Ndano Tramanse                  | The Fisherman's Diary             | Nomination                      |
| 2020                            | Tina Mba                        | The Set Up                        | Nomination                      |
| 2020                            | Faniswa Yisa                    | Knuckle City                      | Nomination                      |
| 2020                            | Evelyne Juhen                   | Desrances                         | Nomination                      |
| 2021                            | Hazel Hinda                     | Hairareb                          | Lauréate                        |
| 2021                            | Gloria Anozie-Young             | Rattlesnake: The Ahanna Story     | Nomination                      |
| 2021                            | Naana Hayford                   | Chasing Lullaby                   | Nomination                      |
| 2021                            | Tumi Morake                     | Seriously Single                  | Nomination                      |
| 2021                            | Ini Edo                         | The Citation                      | Nomination                      |
| 2022                            | Ijeoma Grace Agu                | Swallow                           | Lauréat                         |
| 2022                            | Lydia Forson                    | Borga                             | Nomination                      |
| 2022                            | Samke Makhoba                   | Surviving Gaza                    | Nomination                      |
| 2022                            | Siti Amina                      | Les Révoltés                      | Nomination                      |
| 2022                            | Maryam S. Wazari                | Ba Ni (Mud Clan)                  | Nomination                      |
| 2022                            | Dorcas Shola-Fapson             | Man of God                        | Nomination                      |
| 2022                            | Nse Ikpe-Etim                   | A Song from the Dark              | Nomination                      |
| 2023                            | Rokhaya Niang                   | Xalé, les Blessures de l'enfance  | Lauréate                        |
| 2023                            | Uzoamaka Aniunoh                | Mami Wata                         | Nomination                      |
| 2023                            | Clarck Ntambwe                  | Fight Like a Girl                 | Nomination                      |
| 2024                            | Elsie Chidera Abang             | Kipkemboi                         | Lauréate                        |
| 2024                            | Meg Otanwa                      | The Weekend                       | Nomination                      |
| 2024                            | Enhle Mbali Mlotshwa            | The Queenstown Kings              | Nomination                      |
| 2024                            | Tessa Twala                     | The Queenstown Kings              | Nomination                      |
| 2024                            | Bukunmi Oluwasina               | White and Black                   | Nomination                      |
| 2024                            | Somkele Iyamah-Idhalamah        | Orah                              | Nomination                      |
| 2024                            | Chioma Akpotha                  | Mojisola                          | Nomination                      |